# فوساسيتام
فوساسيتام وهو مركب فوسفات عضوي سام يعمل مثبطا لأستيل كولين إستراز، يستعمل مبيدا للقوارض.